# Royal Charter-stormen

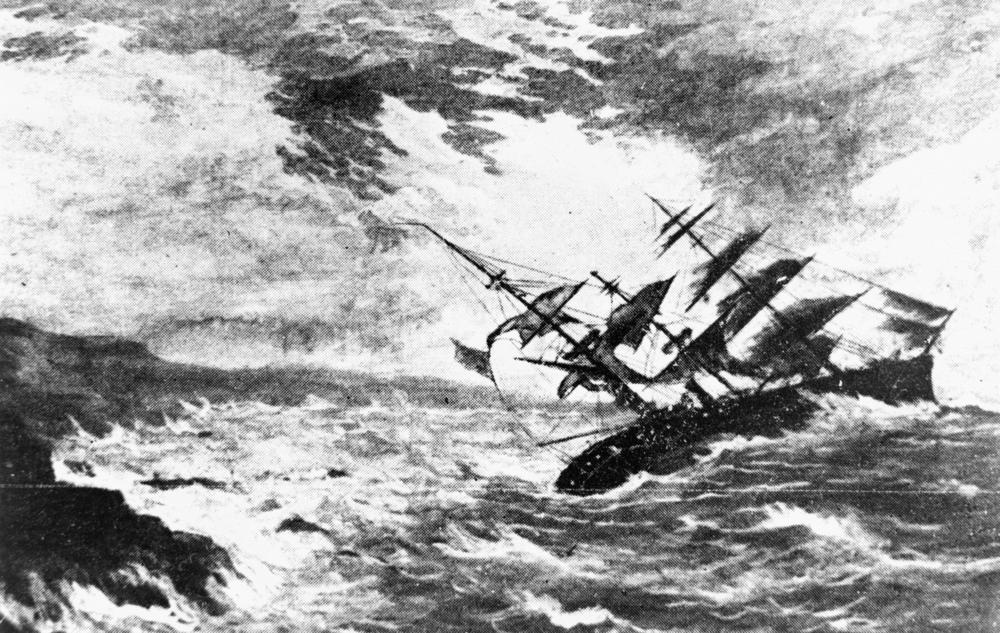
Fartyget Royal Charter.

Royal Charter-stormen var en storm som ägde rum den 25–26 oktober 1859, och ansågs vara den strängaste stormen någonsin att slå till mot Brittiska öarna under 1800-talet, med en total dödssiffra på över 800 människor. Namnet kommer från fartyget Royal Charter, som drabbades vid Angleseys östkust utanför Wales, och där över 450 personer omkom.
Stormen kom efter flera dagar utan avdunstat vatten. De första indikationerna sågs ute på Engelska kanalen runt klockan 03.00 på eftermiddagen den 25 oktober 1859, då vindhastigheten plötsligt ökade, och vindarna bytte riktning. Svåra skador drabbade kusterna vid Devon och Cornwall. Stormen blåste sedan norrut, mot Anglesey runt klockan 20.00 på kvällen, och nådde maxstyrka vid Merseyfloden vid middagstid den 26 oktober, och fortsatte sedan norrut mot Skottland. Vindstyrkan nådde 12 på Beaufortskalan, och blåste i över 100 engelska mil (160 kilometer) i timmen. Vid Mersey uppmättes den högsta vindstyrkan någonsin.

### Fotnoter
1. ↑  Merseyside Maritime Museum site Arkiverad 6 augusti 2011 hämtat från the Wayback Machine.
2. ↑  Ancient Destructions website Arkiverad 26 april 2012 hämtat från the Wayback Machine.